# Arnao
Arnao foi um canteiro do século XVI.

## Biografia
Decerto estrangeiro, em 1518 trabalhava no Mosteiro dos Jerónimos sob a direcção de João de Castilho e, anos depois, em Sevilha, na Catedral e nas casas capitulares.